# Okraji Slovaške
Okraji Slovaške (slovaško Kraje Slovenska) so samoupravne enote (okraji) najvišje ravni upravne delitve Slovaške. Država je razdeljena na osem okrajev, ki se nadalje delijo na okrožja (okresy), ta pa na občine.
So statistične regije tretje ravni po klasifikaciji statističnih teritorialnih enot v Evropski uniji (NUTS 3) in se za potrebe uveljavljanja kohezijske politike EU združujejo v kohezijske regije (NUTS 2). Bratislavski okraj je hkrati tudi regija NUTS 2.
V sedanji obliki so bili okraji ustanovljeni leta 1996, po več letih administrativnih reform, ki so sledile žametni revoluciji in odcepitvi od Češkoslovaške. Leta 1990 so bili ukinjeni dotakratni trije okraji, nove okrajne meje pa so bile nato določene po več letih razprav. Vendar so ta območja sprva imela le administrativno vlogo. Okraji kot enote regionalne samouprave so bili ustanovljeni šele leta 2002 po burnih razpravah, v katerih je bilo najprej predlaganih 12 okrajev, na koncu pa so obveljale meje obstoječih administrativnih okrajev. To so torej tudi »višje ozemeljske enote« (vyššie územné celky, VUC) kot jih določa slovaška ustava.
Med pristojnostmi okrajnih uprav so srednje šole, železniški in avtobusni prevoz, regionalni razvoj in turizem, socialna oskrba, nadzor gradenj, ceste 2. in 3. razreda, kulturne ustanove, kot so gledališča, muzeji in galerije, zdravstvena oskrba prve in druge ravni ter civilna zaščita. Upravni organi so predsednik, okrajni parlament, okrajni urad in glavni nadzornik, pri tem so predsedniki in člani parlamenta voljeni po večinskem sistemu v okrožjih.
Med okraji so občutne razlike v razvitosti, tako je leta 2011 Bratislavski okraj dosegal skoraj 150 % povprečnega BDP na prebivalca v Evropski uniji, večina ostalih pa zgolj okrog 50 %. Zanimanje prebivalcev za okrajno politiko je nizko, volilna udeležba je tako običajno zgolj petinska, kar po mnenju nekaterih komentatorjev dokazuje, da bi se morali okraji tesneje ujemati s tradicionalnimi regijami (to bi pomenilo 12–16 okrajev), po mnenju drugih pa je okrajev preveč in bi bila učinkovitejša rešitev ustanovitev treh okrajev, kar bi bilo bolj skladno s smernicami EU o velikosti.

## Seznam okrajev
| Zastava | Grb    | Okraj                 | Glavno mesto    | Prebivalstvo (2021) | Površina (km2) | Gostota | NUTS 3 |
| ------- | ------ | --------------------- | --------------- | ------------------- | -------------- | ------- | ------ |
|         |        | Bratislavski okraj    | Bratislava      | 719.537             | 2052,6         | 350,55  | SK010  |
|         |        | Trnavski okraj        | Trnava          | 566.008             | 4146,3         | 136,51  | SK021  |
|         |        | Trenčinski okraj      | Trenčín         | 577.464             | 4501,8         | 128,27  | SK022  |
|         |        | Nitranski okraj       | Nitra           | 677.900             | 6343,7         | 106,86  | SK023  |
|         |        | Žilinski okraj        | Žilina          | 691.613             | 6808,5         | 101,58  | SK031  |
|         |        | Banskobistriški okraj | Banska Bistrica | 625.601             | 9454           | 66,17   | SK032  |
|         |        | Prešovski okraj       | Prešov          | 808.931             | 8972,8         | 90,15   | SK041  |
|         |        | Košiški okraj         | Košice          | 782.216             | 6754,3         | 115,81  | SK042  |
| Skupaj  | Skupaj | Skupaj                | Skupaj          | 5.449.270           | 49.035         | 111,13  |        |